# Каък
Каък (Как), Хаак (в переписи 2002 года) (тув. Каък) — опустевший арбан (фактически — местечко) в Чеди-Хольском кожууне Республики Тыва. Входит в состав Элегестинского сумона. Население арбана 0 человек (2010).

## География
Арбан находится примерно в трёх километрах от озера Как-Холь, недалеко от урочища Как, на небольшом расстоянии от границы кожууна. Местность вокруг населённого пункта открытая. Через Каък проходят грунтовые дороги, соединяющие его с центром сельского поселения Элегестом. Ближайший населённый пункт — Ак-Тал. Высота над уровнем моря 903 метра.
Расстояние до: районного центра Хову-Аксы 27 км, столицы республики Кызыл 76 км.

### Климат
Климат арбана характеризуется как резко континентальный. Температура зимой чаще всего колеблется в пределах -10—-20 градусов. Продолжительность зимнего периода примерно 180 дней. Снежный покров начинает появляться в середине ноября, в середине апреля сходит. Большинство дней в году без осадков, в среднем их выпадает 28 мм за год. Заморозки осенью, зимой и весной, крайне редко летом. Погода чаще всего облачная. Ветры дуют преимущественно на северо-запад и запад, максимальная возможная скорость больше 50 км/ч.

## Население
| 2002 | 2010 |
| ---- | ---- |
| 35   | ↘0   |

Национальный состав
Согласно результатам переписи 2002 года, в национальной структуре населения тувинцы составляли 100 %.

## Инфраструктура
Жители занимались разведением скота, на 2001 год были скотный двор и загон. Примерно в 1 км южнее — сараи, летние домики. В примерно 5 км — ближайшие водокачка и овцеводческая товарная ферма, отдельные дворы.